# Поповица
По́повица (болг. Поповица) — село в Болгарии. Находится в Пловдивской области, входит в общину Садово. Население составляет 1 332 человека.
Село Поповица расположено на Фракийской равнине. Через село проходит автотрасса E 80, по ней до областного центра — города Пловдив, 28 км.

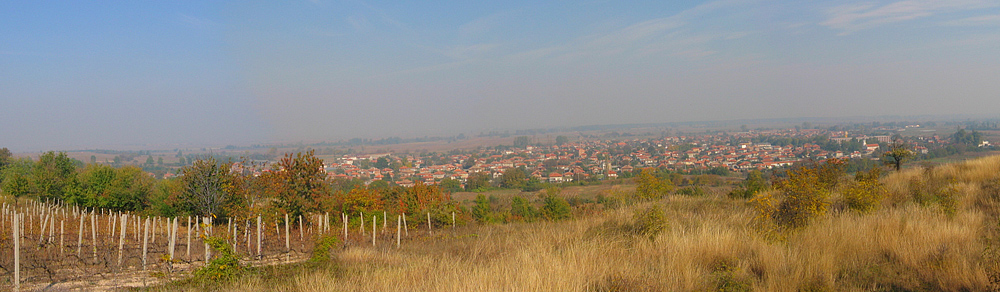
вид на село

## Политическая ситуация
В местном кметстве Поповица, в состав которого входит Поповица, должность кмета (старосты) исполняет Давко Здравков Давчев (независимый) по результатам выборов правления кметства.
Кмет (мэр) общины Садово — Марин Драганов Йосифов (инициативный комитет) по результатам выборов в правление общины.